# Рада Христова
Рада Йонкова Христова е българска актриса. Известна е с озвучаването на главната героиня Лумна в анимационния филм „Стихии“.

## Биография
Родена е на 14 януари 2004 г. в град Йоханесбург, Южна Африка. От осми клас играе в школата към „Славянска беседа“ на театър „Сълза и смях“ за 2 години, а по-късно преминава в експериментална театрална студия „Игра“ с ръководител Петър Върбанов.
През 2023 г. завършва 31. СУЧЕМ „Иван Вазов“ с грамота „Едмон Дантес“. През септември кандидатства в НАТФИЗ „Кръстю Сарафов“ със специалност „Актьорско майсторство за драматичен театър“ в класа на проф. Маргарита Младенова и Иван Добчев, но по-късно се премества в класа на професор Атанас Атанасов. Състудентка е на Антоанета Пастармаджиева, Далия Георгиева, Карина Андонова, Красимир Христов, Лъчезар Натлев и Симона Николова, които също учат в школата на Върбанов.

## Кариера на озвучаваща актриса
Христова се занимава с дублаж на филми през октомври 2022 г. до средата на 2023 г., записани в студио „Александра Аудио“. Първият ѝ озвучен филм е „Крокодилът Лайл“, а след това озвучава масовки и степ-аути. Често озвучава с колегите си от школата – Анелия Веселинова, Далия Георгиева, Карина Андонова, Даниел Даббас, Красимир Христов, Лъчезар Натлев и Симона Николова. Работила е с режисьори на дублажа като Петър Върбанов и Анатолий Божинов.
През април 2023 г. озвучава главната героиня – женския огън Лумна в българския дублаж на анимационния филм „Стихии“, озвучена в оригинал от китайско-американската актриса Лия Луис. Партнира си с Виктор Иванов (Лей), Здравко Димитров и Цветослава Симеонова (Оги и Искра, родителите на Лумна).

### Роли в озвучаването
1. „Крокодилът Лайл“ – Жена, 2022[7]
2. „Аватар: Природата на водата“ – Други гласове, 2022
3. „Приключението на мумиите“ – Фенка, 2023
4. „Спайдър-Мен: През Спайди-вселената“ – Други гласове, 2023
5. „Стихии“ – Лумна, 2023
6. „Индиана Джоунс и реликвата на съдбата“ – Други гласове, 2023
7. „Док Макплюшинс“ – Други гласове, 2023
8. „Lego Dreamzzz“ – Други гласове, 2023

- Христова озвучава Лумна в анимационния филм „Стихии“, озвучена в оригинал от Лия Луис.